# Toto
Toto es una banda de rock estadounidense formada en 1977 en Los Ángeles por destacados músicos de sesión. Fue fundada por el teclista David Paich y el batería Jeff Porcaro. La agrupación combina diferentes estilos musicales, como blues, funk, soul, pop, jazz fusión, rock progresivo y distintas corrientes de rock. Han vendido más de 40 millones de discos, de los cuales 13 son de estudio, cinco en directo, una banda sonora (Dune) y un trabajo compilatorio que cuenta con cuatro canciones inéditas.
El grupo obtuvo seis Premios Grammy en su 25.ª edición en 1983 con el álbum Toto IV, que incluye canciones como «Africa» y «Rosanna». Tras el éxito comercial de este disco, los músicos de la banda fueron contratados por Michael Jackson y Quincy Jones para tocar en la producción más vendida en la historia de la música, Thriller.
Paralelamente a la carrera de Toto, sus integrantes han tocado en miles de discos, Jeff Porcaro (batería) registra más de 1050 álbumes —pese a su prematura muerte siguen apareciendo grabaciones suyas—; Steve Lukather (guitarrista) más de 1530; David Paich (teclista) más de 1720; mientras que Steve Porcaro (segundo teclista) más de 660 y Simon Phillips (exbatería que reemplazó a Jeff Porcaro) más de 660.
Frente a esto no es exagerado decir que gran parte del sonido pop/rock de la década de los ochenta fue generado por los músicos de la banda. Sin embargo, pese al éxito mundial y a la notable contribución de la agrupación a la industria musical, el guitarrista y líder Steve Lukather es categórico en señalar que la banda es "la más incomprendida en el mundo" debido a las críticas negativas que ha tenido en el transcurso de los años en los medios estadounidenses e ingleses.
Algunas de las tesis que surgen en torno al rechazo que ha generado la banda en los medios estadounidenses e ingleses, especialmente VH1 y Rolling Stone, es por el nombre de la agrupación al carecer de una propuesta estética en un período musical en el que la apariencia muchas veces primó y otra es que los especialistas en música en estos medios jamás han concebido ni han aprobado que una agrupación mezcle tantos estilos musicales como lo hace Toto.
En la misma línea, pero a favor de la propuesta musical de Toto, se encuentran algunos músicos, como Steve Vai, que dijo una vez que fue a verlos a Milán: "Esta banda creó un sonido propio y único. Es la perfecta mezcla de rock, pop, fusión y un poco de jazz, todo en un paquete totalmente armonizado", o Eddie Van Halen, que se refirió a la agrupación como "colectivamente, compuesta por los mejores músicos del planeta".
En sus más de 40 años de carrera tuvieron más de diez formaciones, que han variado según la gira promocional del álbum. El único músico que ha participado en todas es Steve Lukather, mientras que Paich y Lukather han estado en todas las grabaciones de los discos. El puesto más inestable ha sido el de vocalista: Bobby Kimball (1978-1984/1998-2008), Dennis Frederiksen (1984-1986), Joseph Williams (1986-1989/2010-presente), Jean-Michel Byron (1990-1991) y Steve Lukather (1991-1998) han estado en él.
La banda se disolvió en el año 2008, pero volvieron a reunirse en 2010 a beneficio del bajista Mike Porcaro, que sufrió la enfermedad de esclerosis lateral amiotrófica y que le imposibilitó de seguir tocando. Los destacados bajistas de sesión Leland Sklar, Shem von Shroeck, Nathan East y David Hungate, primer bajista del conjunto que volvió en 2014, han reemplazado a Porcaro, pero ninguno de ellos como miembro oficial de la banda. El 24 de enero de 2014, el batería Simon Phillips anunció su separación con Toto para dedicarse a sus propios proyectos.
Su última formación estuvo integrada por Steve Lukather, Joseph Williams, Steve Porcaro y David Paich, y sus músicos de acompañamiento eran Shem von Shroeck en el bajo, Shannon Forrest en la batería, Warren Ham en los coros y en el saxofón y Lenny Castro como percusionista. Lanzaron un último disco de estudio llamado, Toto XIV, que salió a la venta el 24 de marzo de 2015 en Estados Unidos a través de Amazon.

## Años previos a la formación
La historia de la banda comenzó en los años 70, cuando Steve Lukather, Jeff Porcaro, Mike Porcaro, Steve Porcaro, David Paich y Joseph Williams se conocieron en la secundaria en la Grant High School en Van Nuys —recinto educacional en el que se generó una gran corriente musical—.
Los hermanos Porcaro nacieron bajo el alero de una familia musical. Joe Porcaro, padre de los precoces músicos, les inculcó el amor hacia la batería, pero con el tiempo cada uno se fue especializando en un instrumento. Mike en el bajo, Steve en el piano, mientras que Jeff siguió en la batería.
En tanto, Marty Paich, pianista de jazz y uno de los arreglistas más respetados en la música después de la Segunda Guerra Mundial (participó en la grabación de más de 1400 álbumes), formó a David Paich.
Una situación parecida fue la que vivió Joseph Williams, hijo del célebre compositor de bandas sonoras de Hollywood John Williams. Sin embargo, Joseph no se integraría en Toto, ni aún después de dos intentos fallidos de la banda por conseguir un vocalista estable.
En la secundaria quien más destacó entre los alumnos fue Jeff Porcaro. A la edad de 16 años ya tenía decidido ser batería. "Jeff amaba tocar, era en lo único que pensaba", recordaba Miles Neill, exprofesor de música de la secundaria. Este joven aficionado formó, junto con David Paich y sus hermanos, una banda colegial llamada Rural Still Life, que fue popular en el recinto.

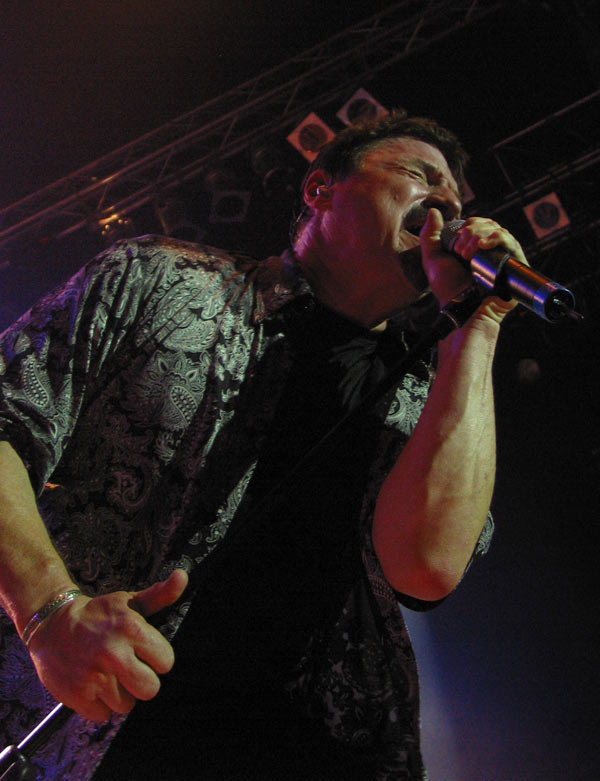
Bobby Kimball, primer cantante de la banda.

Luego de regresar, Paich y Jeff Porcaro pronto comenzaron a sembrar su camino como músicos de sesión. Cuando tenían 17 años, firmaron para tocar con Sonny and Cher. En esa colaboración conocieron al bajista y músico de sesión David Hungate. Mientras tanto, la banda colegial Rural Still Life siguió funcionando bajo el liderazgo de Steve Porcaro.
Luego Steve Lukather —el único de todo el conjunto que no creció en un entorno musical— ingresó en el grupo, que pasó a llamarse Still Life. La agrupación tocaba versiones de una de sus bandas preferidas: Steely Dan, conjunto que luego integrarían a Jeff Porcaro y David Paich en los álbumes Pretzel Logic y Katy Lied.
Pero fue en una colaboración del dúo Paich-Porcaro en el disco Silk Degrees, de Boz Scaggs, en el que los músicos pudieron componer y desarrollar su creatividad. Cinco de las diez canciones fueron coescritas por David Paich, mientras que de forma autónoma escribió Love Me Tomorrow.
Mientras tanto, el baterista Jeff Porcaro pudo interpretar su impecable sentido rítmico y versatilidad musical en canciones como Lowdown y Liddo Shuffle, que, según el sitio Drummerworld, son uno de los tantos groove (música)s más distintivos del artista. En este disco, nuevamente tocaron con el bajista David Hungate. Esta colaboración entre ellos fue trascendental porque dio inicio a la historia de Toto.
Silk Degrees se lanzó al mercado bajo el sello discográfico Columbia Records. El álbum fue un éxito de ventas. Los ejecutivos de la discográfica, al percatarse del talento de los tres músicos de sesión, les ofrecieron grabar un disco bajo la premisa de que una banda compuesta por ellos podría ser una mina de oro. Hungate, J. Porcaro y David Paich aceptaron y meses después ya se encontraban grabando un nuevo material.
Contactaron con Steve Lukather y Steve Porcaro para formar el nuevo conjunto, los cuales aceptaron inmediatamente. Faltaba el vocalista con un alto rango de voz tenor, que era lo que quería David Paich, pese a que él y Lukather podían cantar con facilidad. Pensaron en Michael McDonald, pero el músico declinó la invitación para estar junto con los Doobie Brothers.
Finalmente el elegido fue el cantante y miembro de la banda S. S. Fools, Bobby Kimball, quien se presentó a la audición con una composición propia llamada You are the Flower, que sería la última canción que se integraría al primer álbum de la banda. El grupo comenzó a trabajar en su primer disco en el año 1976.

### ¿Por qué Toto?
Cuando los músicos formaron la banda jamás discutieron, ni pensaron detenidamente en el nombre del conjunto. Durante mucho tiempo, los medios de comunicación difundieron que la banda se adjudicó el título de Toto en honor al perro del musical El Mago de Oz o que lo hicieron con intención de demostrar la propuesta musical de la banda debido a que Toto sería una derivación de "totus", que significa "todo" o "integral".
Pero Steve Lukather, en una entrevista con un medio chileno, descartó esto y sentenció que el ingeniero que los acompañó identificó los carretes de las grabaciones con la palabra Toto para no confundirse con otros registros que los músicos realizaban de manera paralela y que al momento de tener que registrar un nombre, los músicos sugirieron que ese título sería bueno porque "es un nombre corto, fácil de recordar, y todos los carretes de cinta dicen así".

"La verdad es que odio el nombre 'Toto', ¡siempre lo he odiado! En serio, ¿qué significa 'Toto'? ¡Pues nada! No le pusimos ese nombre a la banda por el perro de 'El Mago de Oz', tampoco se lo pusimos porque 'Toto' viene de latín 'totus', que significa 'todo', ¡nada que ver! Como tú dices, son muchas historias, pero ninguna es cierta. Lo que pasó fue que cuando armamos la banda y comenzamos a grabar nuestro primer disco, al mismo tiempo estábamos grabando en el mismo estudio música para otros artistas; entonces nuestro ingeniero de grabación, para no confundirse, le ponía a nuestros carretes una etiqueta y lo primero que se le ocurrió fue 'Toto', simplemente como una identificación para saber que esas grabaciones eran los registros de nuestras canciones y no de otros artistas. Durante todo el tiempo que estuvimos grabando el disco nunca nos preocupamos por el nombre de la banda, y cuando el álbum fue finalizado y el sello ya lo quería lanzar nos preguntaron: '¿Y cómo se llama la banda?' ¡Y no había nombre! [risas]; entonces yo propuse el nombre 'Ripe Jack', pero votamos y a nadie le gustó, lo encontraban muy agresivo; entonces, como no había nombre, Bobby [Kimball, vocalista], dijo: '¿Y si le ponemos a la banda 'Toto'?; las cintas ya están rotuladas así, es un nombre corto, fácil de recordar, y todos los carretes de cinta dicen 'Toto'; entonces seamos Toto'. ¡Y todos estuvieron de acuerdo, menos yo! Pero como la mayoría manda..., y bueno, ya está, ¡lo odio y lo he odiado por 30 años! Pero esa es la verdad, 'man' [en inglés en el original, n. del t.], pero a pesar de que encuentro terrible el nombre, agradezco a Dios que la gente haya valorado a las personas y la música que hay detrás de Toto durante todos estos años. Toto es solo un nombre, lo importante son las personas, los músicos y la música, todo lo que envuelve el nombre, pero no el nombre en sí."
Steve Lukather en una entrevista con Rockaxis en 2007 (Chile).

Sin embargo, la versión de Lukather se contradice a la expuesta por Jeff Porcaro en 1988, quien aseveró a un medio holandés que el nombre de la banda proviene de una derivación de la palabra "totus" en latín, que significa "integral". Incluso, el mismo guitarrista de la banda estaba presente cuando su compañero entregó los argumentos. "Tocamos muchos estilos musicales, R&B, rock y clásica", sentenció Lukather.

## Historia

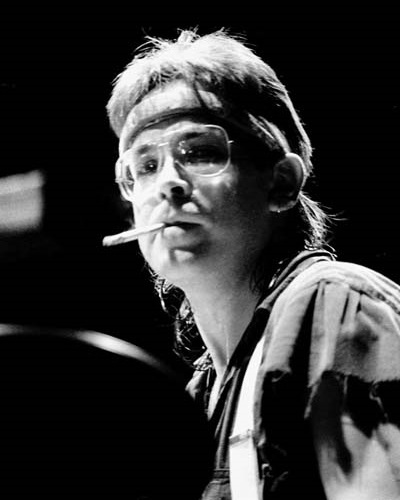
Jeff Porcaro cofundador de la banda, fue un importante músico de sesión y referente en la industria.

### 1976: Formación

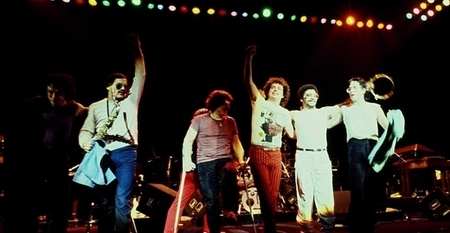
Toto en 1982 en Londres en el Hammersmith Odeon. (Steve Porcaro, Jon Smith, Bobby Kimball, Steve Lukather, Lenny Castro, Jeff Porcaro)

Los miembros de Toto eran habituales en los álbumes de Steely Dan, Seals and Crofts, Boz Scaggs, Sonny and Cher, y muchos otros, contribuyendo a muchos de los más registros populares de la década de 1970. El tecladista David Paich, hijo del músico y arreglista Marty Paich, saltó a la fama después de haber coescrito gran parte del álbum Silk Degrees de Scaggs. Habiendo tocado en muchas sesiones con el baterista Jeff Porcaro (el hijo del percusionista de sesión Joe Porcaro), a quien conoció mientras asistía a Grant High School, donde formó la banda Rural Still Life, Paich comenzó a discutir seriamente con Porcaro la posibilidad de que formaran su propia banda. Trajeron al bajista y veterano de sesión David Hungate, después de haber tocado con él en la banda de acompañamiento de Scaggs. Además, el dúo les preguntó a otros estudiantes de Grant High School, al guitarrista Steve Lukather (quien también tocó en la banda de Scaggs como reemplazo de Les Dudek) y al hermano de Jeff Porcaro Steve Porcaro (teclados) para unirse al equipo. Lukather y Steve Porcaro estaban en el mismo año en Grant y continuaron la banda Rural Still Life (el nombre abreviado a Still Life) después de que Paich y Jeff se graduaran. Con la incorporación del excantante de S.S. Fools Bobby Kimball, el grupo comenzó a trabajar en su primer álbum en 1978 después de firmar con Columbia Records.

### 1978: nombre de la banda y álbum debut
Una vez que la banda se unió, David Paich comenzó a componer lo que se convertiría en el álbum debut homónimo, Toto. Según el mito popular, en las primeras sesiones de grabación, para distinguir sus propias cintas de demostración de las de otras bandas en el estudio, Jeff Porcaro escribió la palabra "Toto" en ellas. A principios de la década de 1980, los miembros de la banda dijeron a la prensa que la banda lleva el nombre de Toto el perro de El mago de Oz . Después de completar el primer álbum, la banda y el disco aún no tenían nombre. David Hungate, después de ver el nombre en las cintas de demostración, explicó al grupo que las palabras "In Toto" en latín se traducían como "todo abarcador". Debido a que los miembros de la banda tocaron en tantos discos y tantos géneros musicales, adoptaron el nombre "Toto" como propio. [cita requerida]
Después de su lanzamiento, Toto subió rápidamente en las listas, ganando popularidad con el sencillo Hold the Line, así como con las canciones I'll Supply the Love y Georgy Porgy, con Cheryl Lynn. La banda obtuvo reconocimiento internacional y fue nominada para un Premio Grammy por Mejor Artista Nuevo. Poco después, a principios de 1979, Toto se embarcó en su primera gira estadounidense en apoyo del álbum debut.
Para la gira, Toto trajo a dos músicos adicionales, Tom Kelly (guitarra, coros) y Lenny Castro (percusión), para aumentar la profundidad del sonido, y continuó con giras adicionales y músicos extra para todas las giras posteriores. (Consulte la sección "Músicos de gira" a continuación).

### 1979–1981:HydrayTurn Back

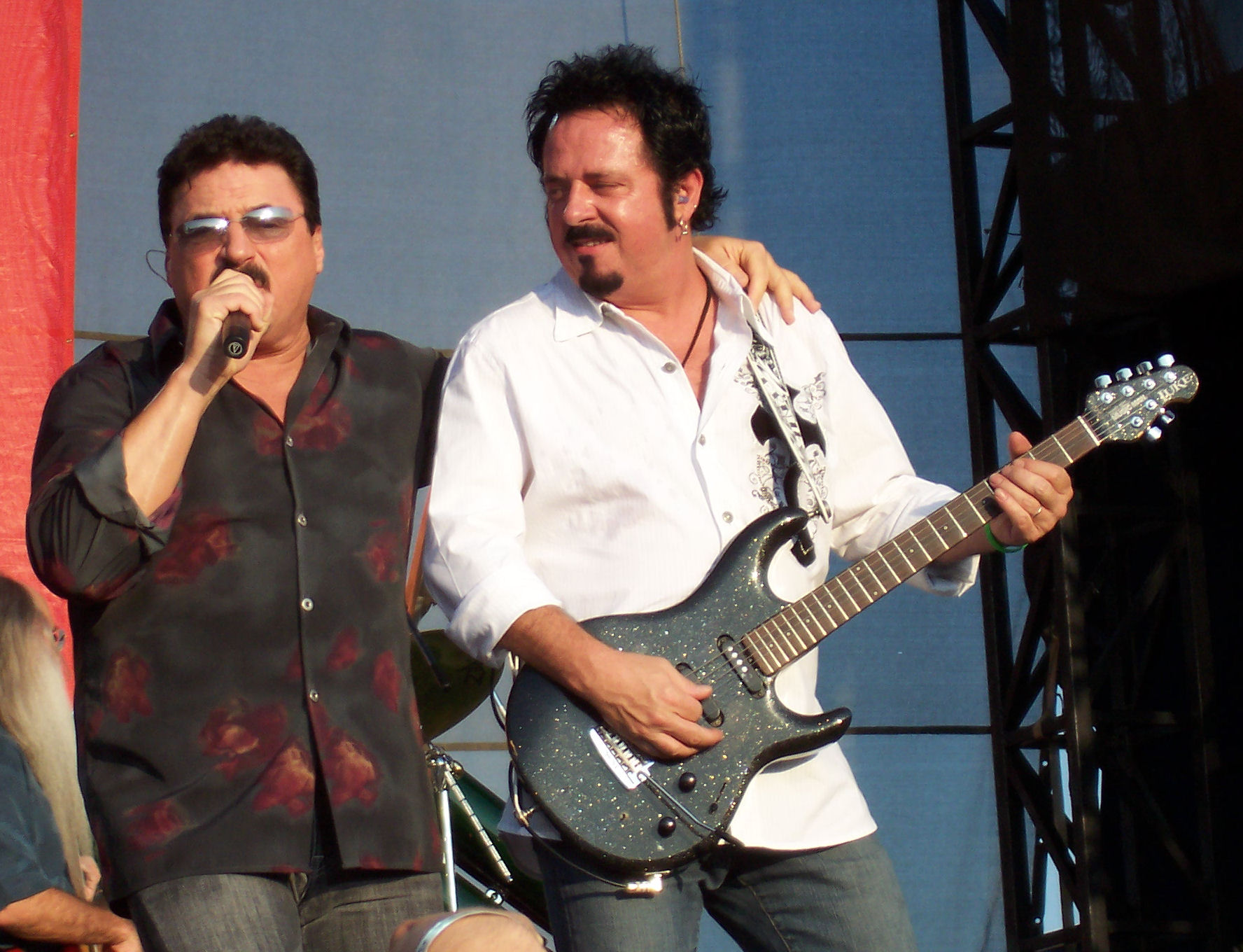
Kimball y Lukather en vivo en 2007

Al cierre de la primera gira, la banda comenzó a trabajar en su próximo álbum, titulado Hydra, que se lanzó más tarde ese año y presentó el sencillo 99, inspirado en la película de George Lucas THX 1138. Casi 30 años después, Steve Lukather confesó que, a pesar de la popularidad de la canción, odiaba 99 y que era una de sus canciones menos favoritas de Toto, por lo que rara vez se realizó después de la gira de Hydra. La banda también lanzó cuatro videos musicales promocionales para el álbum, incluida la canción principal. Los otros dos fueron "St George and The Dragon" y "All Us Boys". Fueron dirigidos por Bruce Gowers y producidos por Paul Flattery para Jon Roseman Productions International. Aunque el álbum Hydra no logró el éxito comercial del primer lanzamiento de Toto, todavía fue oro. Tras el lanzamiento del álbum, la banda se embarcó en el "Hydra Tour", que contó con fechas estadounidenses e internacionales. La gira duró desde febrero hasta junio de 1980.
A principios de 1981, Toto lanzó su tercer álbum, Turn Back. El álbum fue una aventura en arena rock y contó con una guitarra más pesada y menos teclados que en los dos registros anteriores.
El 15 de diciembre de 1981, Bobby Kimball fue arrestado por supuestamente vender cocaína a un oficial de policía encubierto.

### 1982:Toto IV

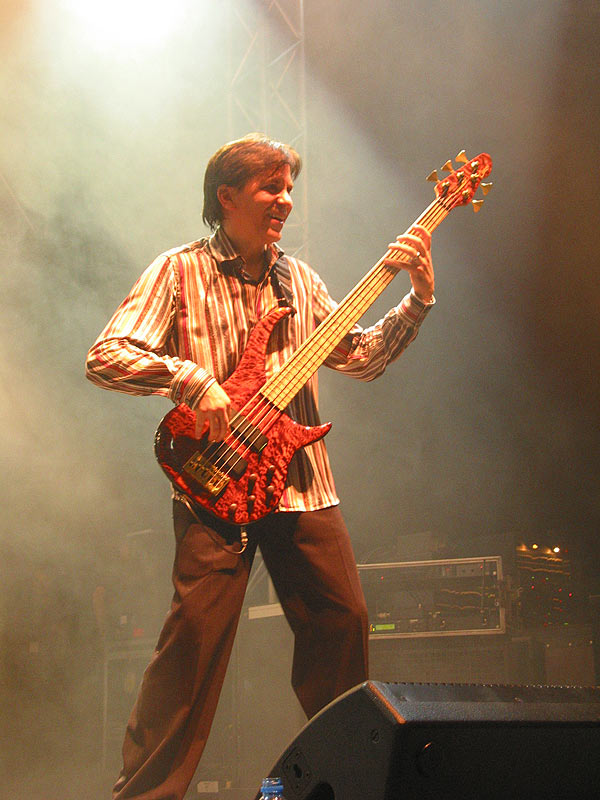
Mike Porcaro en 2005

1982 marcó el comienzo de la era más exitosa de Toto. Después de las decepcionantes ventas de Turn Back, la banda estaba bajo una gran presión de la compañía discográfica para producir un nuevo disco. Con el Toto IV certificado por Triple Platino, la banda entregó uno de los discos más exitosos comercialmente del año. El álbum presentó tres sencillos que alcanzaron el Top 10 en la lista Billboard Hot 100: Rosanna, Africa y I Won't Hold You Back. El álbum también apareció en varias listas mundiales, presentando a la banda a nuevas audiencias en todo el mundo. Africa encabezó las listas en febrero de 1983 y fue una presencia constante en las radios de todo el mundo, pero fue Rosanna la que le valió a la banda múltiples nominaciones al Grammy. Toto IV obtuvo siete Premios Grammy, incluyendo Registro del año por Rosanna, Álbum del año para Toto IV y Productor del año. En ese momento Steve Porcaro estaba saliendo con la actriz Rosanna Arquette, pero la canción no es sobre ella, según el escritor David Paich. En el video musical de la canción, Cynthia Rhodes reproduce el título personaje. Además de Africa y Rosanna, Toto IV continuó su exitosa carrera con el lanzamiento de otro sencillo, Make Believe. Toto realizó una gira durante 1982 en apoyo de Toto IV. Además, durante este tiempo, Steve Porcaro coescribió y compuso Human Nature, canción que Michael Jackson grabó para su álbum más vendido Thriller, convirtiendo la canción en un éxito rotundo.

"La parte más difícil fue cuando estaba caminando hacia el estudio y vi a Paul McCartney tocando el piano. Quincy Jones me llamó y me pidió que tocara para ellos. Inmediatamente tuve que sacar toda mi energía y mantenerme enfocado, sentado ahí, tocando para George Martin, Quincy Jones, Paul McCartney y Michael Jackson. Ellos me miraban atentamente, reunidos en torno al piano, y ahí estaba tocando. Tuve que decirme a mí mismo: 'Concéntrate, estás aquí. Esto es real, no estás soñando'.
David Paich hablando de sus colaboraciones con el sitio MusicRadar en el año 2013.

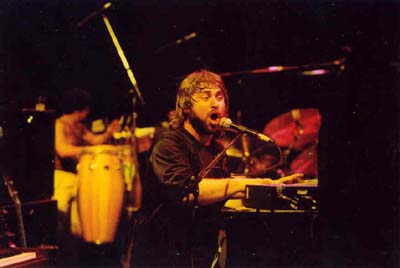
David Paich en 1982.

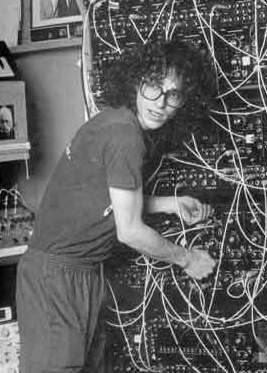
Steve Porcaro en 1982. El músico compuso la canción Human Nature, de Michael Jackson.

Lukather, Paich, Steve Porcaro y Jeff Porcaro fueron contratados para tocar en la grabación de Thriller, de Michael Jackson. Entre sus aportes se encuentran The Girl Is Mine, en la que Paul McCartney realizó un dúo junto con Michael Jackson; Beat it, en la que Jeff tocó la batería y Lukather hizo el riff de guitarra y el bajo; Human Nature, compuesta por Steve Porcaro, y The Lady In My Life. Mientras que Greg Phillinganes, futuro integrante la banda, colaboró en casi todas las canciones.
La relación con Jackson se seguiría afianzando, pero sus futuras colaboraciones no tendrían la misma repercusión que Thriller, entre ellas se encuentran: Earth Song, Heal the World y Stranger in Moscow, entre otras.
En 1995, tras el fallecimiento de Jeff Porcaro, Michael Jackson dedicó unas palabras al baterista en el disco History: Past, Present and Future, Book I.

### 1982–1985:Isolation
Después del lanzamiento de Toto IV, el bajista David Hungate dejó la banda. Hungate, quien se había mudado a Nashville en 1980 para seguir una carrera de sesión/producción, sintió que la fama que rodeaba a Toto IV le impediría pasar tiempo con su familia. Un tercer hermano de Porcaro, Mike Porcaro, que había tocado el chelo en una pista de Toto IV, reemplazó a Hungate en el bajo. El cantante principal Bobby Kimball pasó la primera parte de 1983 enfrentando enjuiciamientos por cargos relacionados con drogas. Se ordenó a Kimball ser juzgado, pero se declaró inocente. Los cargos fueron desestimados el 28 de mayo de ese año. Sin embargo, Kimball fue despedido de la banda en 1984. Más tarde ese año, Toto compuso la mayor parte de la música para la banda sonora de la película Dune.
En un momento, a Richard Page de la banda Mr. Mister se le ofreció el lugar de cantante principal, pero lo rechazó para continuar con su banda. Fergie Frederiksen (anteriormente de las bandas Angel, Trillion y Le Roux) se presentó como el nuevo vocalista y la banda grabó Isolation, lanzado en noviembre de 1984. Mientras que Isolation no logró la aclamación o las ventas de Toto IV, logró La Estatua de Oro, en gran parte gracias a la fuerza del sencillo Stranger In Town. La gira de Isolation comenzó en febrero de 1985 y concluyó tres meses después.

"El abuso de las drogas vino de la mano de todo el fervor de los 80. Prácticamente todos los integrantes de la banda estaban metidos, algunos más que otros. David Hungate no estaba muy metido en las drogas que yo recuerde, pero el resto sí. Algunos más que otros. Asumo mi responsabilidad de haber estado metido en todo eso, pero el resto también lo estaba. No había razón para echarme la culpa a mí cuando el resto hacia lo mismo. Toto había ganado seis premios Grammy y Steve Lukather había ganado otro coescribiendo Turn You Love Around para George Benson. En esa noche establecimos un récord al ser la banda que más Grammys ha ganado en una noche. En esa época ingerimos muchas sustancias porque estábamos confundidos. Piénsalo, fuimos el artista más premiado en los Grammy, teníamos todo el éxito y los chicos deciden echar a su cantante principal cuando llevaban la mitad del disco grabado. Esa fue una decisión tomada bajo el efecto de las drogas porque tuvimos la oportunidad de convertirnos en un supergrupo luego de todo el éxito. Pero al despedir al cantante principal, CBS Records le dio la espalda a Toto y dejó de promoverlos. Fue un problema para todos nosotros, pero la verdad es que, tal vez, dejar la banda salvó mi vida porque tuve que cambiar mi ritmo de vida. Pero siempre pensé que fue una mala decisión; ellos se quedaron sin cantante en plena grabación del Isolation. Fue una época terrible para mí. Todos sufrimos con esa acción.".
 Bobby Kimball en una entrevista con Metal Perspective el 16 de enero del 2011 

"Cuando Bobby y Hungate ya no estaban con nosotros nos asustamos. Quiero decir, ¿qué hacemos ahora? En primer lugar, cuando se tiene un registro arrollador, después viene la incertidumbre. Ten cuidado con lo que deseas porque puede hacerse realidad. No queríamos cambiar. Pero el grupo ya había tomado una decisión, pero nos miramos entre todos y nos preguntamos: ¿quién mierda será nuestro vocalista? Porque no es tan simple como la búsqueda de alguien que cante bien, pues teníamos que conseguir un tipo que sea compatible con nosotros y entienda la dinámica de la banda. Nos fijamos en muchos cantantes, algunos se hicieron famosos después, como Richard Page, que formó Mr. Mister. Pero también pensamos en Eric Martin, que después formaría Mr. Big. A Dave y a mí nos gustaron, y queríamos traerlo para la banda, pero Jeff estaba caliente con Fergie Frederiksen. No todos estuvimos de acuerdo, pero Jeff tenía una personalidad muy fuerte -siempre lo consideré como mi hermano mayor-, siempre lo admiré como músico y como persona; entonces cedí ante él. Así que nos trajo a Fergie y él tenía una gran voz, pero nos resultaba difícil conseguir las cosas en estudio con él. Además, seamos honestos, si no fuera por las cosas que Dave y yo cantamos, la banda sonaba completamente diferente... Fergie intentó hacerlo lo mejor posible, pero el disco vendió solo un millón de copias, para nosotros fue un fracaso ante el éxito de Toto IV. Y para ser justos, nosotros escribíamos las canciones y él debía encajarse, es un trabajo duro. Pero después que lo probamos nos dimos cuenta que no iba a funcionar. Aquí tienes un grupo de chicos que se conocen desde que eran niños... es una posición muy difícil para cualquier cantante. Fue duro para Bobby, también".
 Steve Lukather en una entrevista repasando los 35 años de carrera de Toto en Ultimate Classic Rock el 18 de octubre del año 2013

### 1985–1989:FahrenheityThe Seventh Onecon Joseph Williams

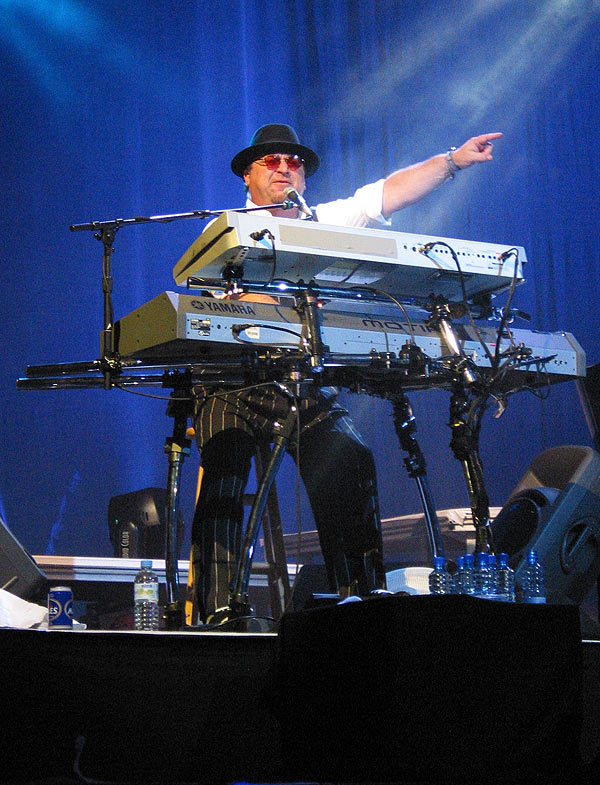
David Paich durante un concierto en vivo

Al cierre de la gira Isolation en 1985, Fergie Frederiksen fue despedido. Lukather afirmó que la banda no se estaba mezclando bien con Frederiksen porque tuvo dificultades para grabar con ellos en el estudio. La banda realizó una audición y Joseph Williams, hijo del compositor John Williams y la cantante / actriz de la década de 1950 Barbara Ruick, fueron elegidos para asumir las voces principales a principios de 1986.
Con Joseph Williams ahora en la banda oficialmente, Toto escribió y grabó Fahrenheit, lanzado en octubre de 1986. Mientras Williams interpreta la voz principal, Frederiksen comenzó a grabar algunas pistas y aparece como vocalista de fondo en la canción Could this be love.
Fahrenheit trajo a la banda de regreso del sonido más fuerte de Isolation a sus raíces pop/rock. I'll Be Over You y Without your love, que fueron ambas baladas cantadas por Lukather, fueron los dos singles exitosos. La banda reclutó a varios músicos invitados para el álbum. Grabaron una pieza instrumental titulada Don't Stop Me Now con el legendario trompetista de jazz Miles Davis. Además, una entonces desconocida Paula Abdul apareció como bailarina en su video musical Till the End. Michael McDonald proporcionó voces de respaldo en la canción I'll Be Over You (y apareció en el video musical: que lo acompaña), mientras el fundador y compositor de Eagles, Don Henley apareció en la canción escrita por Steve Porcaro Lea
Después de su lanzamiento, la banda se embarcó en otra gira mundial. Tras su conclusión en 1987, Steve Porcaro dejó la banda para seguir una carrera en cine y televisión. Fahrenheit finalmente se convirtió en disco de oro el 3 de octubre de 1994. Steve Porcaro nunca fue reemplazado y Toto decidió continuar con solo cinco miembros. Aunque Porcaro ocasionalmente ayudó a la banda en sintetizadores para sus álbumes de estudio posteriores (y apareció en su gira de 1988), David Paich manejó la mayor parte del trabajo del teclado en vivo (con el técnico de teclados John Jessel asistiendo en ciertas fechas) después de 1988.
En 1988, Toto lanzó su próximo álbum The Seventh One, con Jon Anderson de Yes en voces de respaldo en el sencillo Stop Loving You el otro sencillo del álbum, Pamela, se hizo muy popular y sería el último de la banda en llegar al Top 40 de los Estados Unidos. The Seventh One se convirtió en el lanzamiento más exitoso de la banda desde Toto IV. La banda realizó una gira de febrero a julio de 1988.

### 1990–1991:Past to presenty Jean-Michel Byron

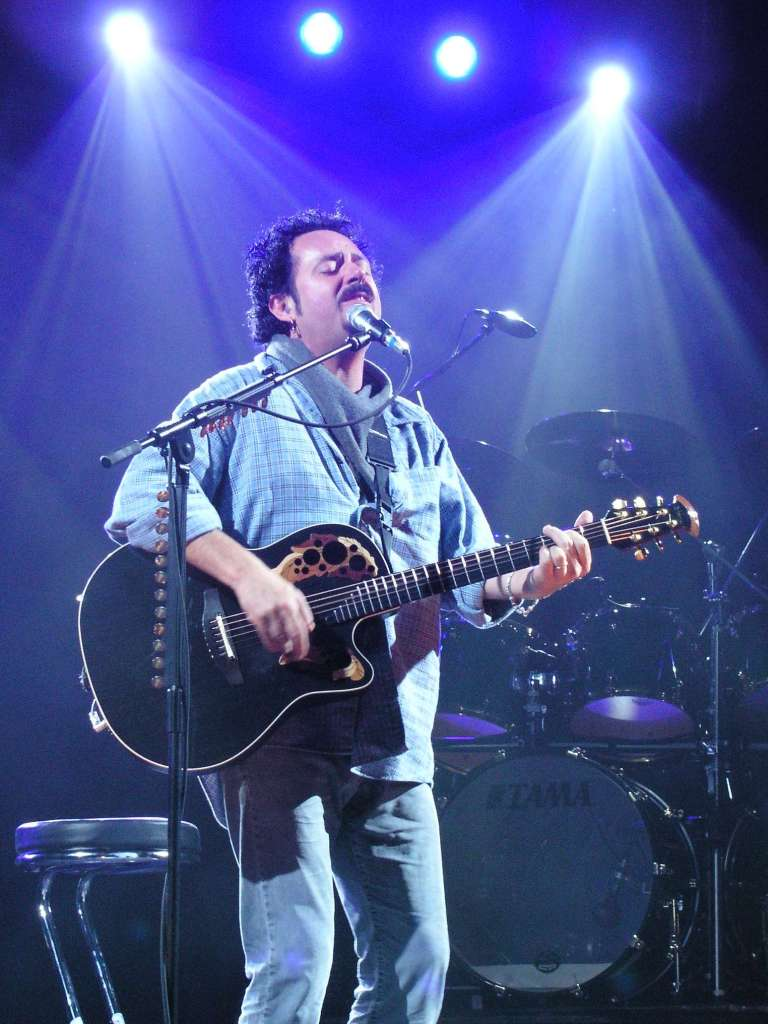
Steve Lukather en el Varus Open Air en Osnabrück, Alemania, 2004

Aunque The Seventh One Tour tuvo mucho éxito, después de que terminó, la banda decidió reemplazar al cantante Joseph Williams. Originalmente, la banda quería reunirse con el vocalista original Bobby Kimball para grabar nuevas canciones para un disco de grandes éxitos, pero la compañía discográfica insistió en que contrataran al cantante sudafricano Jean-Michel Byron. Antes de traer a Byron, la banda grabó Goin 'Home con Kimball. Esta canción apareció más tarde en el álbum Toto XX como una canción inédita. Cuando trajeron a Byron (en 1990), él y Toto grabaron cuatro canciones nuevas que se incluyeron en su álbum de grandes éxitos Past to Present 1977-1990. Lanzado en 1990, el disco fue bastante bien aceptado en las listas de popularidad en Europa y se convirtió en un éxito. Toto luego se embarcó en el Planet Earth Tour, que duró desde septiembre hasta diciembre de 1990. La banda no se llevaba bien con Byron, cuyo comportamiento de diva y su presencia extravagante en el escenario causaron fricción durante la gira. Fue degradado a la voz de fondo antes de ser despedido al final de la gira. Durante este período de tiempo, la banda también descubrió que el excantante, Bobby Kimball, estaba reservando shows y se facturaba a sí mismo y a su banda de respaldo como "Toto". En abril, reflejando la situación que había sucedido con Kimball siete años antes, el excantante Joseph Williams fue arrestado por cargos relacionados con drogas.

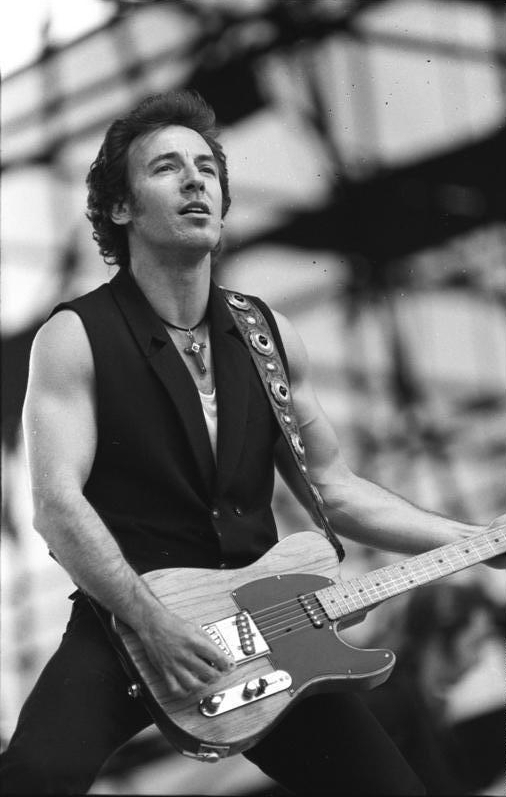
Springsteen le pidió a Jeff Porcaro que se uniera a la gira de Human Touch, pero el baterista rechazó la oferta para realizar el tour de Kingdom of Desire.

### 1991–1992:Kingdom of Desirey muerte de Jeff Porcaro
Una vez más sin un vocalista principal, el guitarrista Steve Lukather cantó la voz principal y se convirtió en el nuevo líder. Toto tocó en el Montreux Jazz Festival en 1991 y la banda grabó Kingdom of Desire, que se lanzó en Columbia Records en la mayor parte del mundo y en Relativity Records en los Estados Unidos.
Jeff Porcaro murió en un accidente el 5 de agosto de 1992, a la edad de 38 años mientras trabajaba en su jardín. Según el LA Times Report, la oficina del forense del condado de Los Ángeles enumera la causa de la muerte como un ataque cardíaco debido al endurecimiento de las arterias causadas por el consumo de cocaína. Frente a la perspectiva de una gira sin Jeff, Toto casi se rompe. Sin embargo, su familia insistió en que la banda continuara. El inglés Simon Phillips fue el único baterista contactado para reemplazarlo, ya que la banda sabía que a Porcaro le agradaba Phillips y porque Lukather trabajó con él en una gira anterior con Santana y Jeff Beck en Japón en 1986.

"Él (Jeff) tenía un mal al corazón y nadie lo sabía. Jeff siempre se quejaba de sus brazos y de sus piernas. Y él pensó que las dolencias eran musculares. Pero él nunca miró su linaje. Tuvo dos tíos que murieron de problemas cardíacos a la edad de 40 años. Fue una cuestión hereditaria..."
Steve Lukather repasando los 35 años de historia en el sitio Ultimate Classic Rock en el 2013.

Phillips se unió a la banda y comenzaron la gira, que dedicaron a la memoria de Jeff. En 1993 lanzaron un álbum en vivo llamado Absolutely Live Desde 1991 en adelante, Steve Lukather manejaría la mayoría de las voces (hasta el regreso de Bobby Kimball en 1998), pero algunas de las canciones más antiguas cantadas originalmente por Kimball, Fergie Frederiksen y Joseph Williams fueron puestas en la lista y cantadas por los nuevos cantantes de respaldo Fred White (quien fue reemplazado por John James en 1992), Jackie McGee (quien se había unido para la gira de 1990 y fue reemplazada por Donna McDaniel en 1992) y Jenny Douglas-McRae (quien también había estado en la banda en 1990). John cantó Stop Loving You y la parte de Bobby en "Rosanna", Donna cantó Home of the Brave, I’ll Supply the Love y Angel Don't Cry, y Jenny cantó Hold the Line
El 14 de diciembre de 1992, el Concierto Homenaje a Jeff Porcaro se celebró en el Universal Amphiteatre de Universal City. Intérpretes, incluidos Don Henley, Eddie Van Halen, Donald Fagen, Walter Becker, Boz Scaggs, James Newton Howard, Michael McDonald, Richard Marx y como invitado especial George Harrison, interpretaron varias canciones de Toto junto con los cuatro miembros restantes. Al final de la gira, la banda se tomó un descanso para seguir proyectos individuales y mantener sus horarios de sesiones.

### 1995–1997: Simon Phillips yTambu
En 1995, Toto grabó Tambu, su primer álbum con Simon Phillips, que vio a la banda volver con CBS (ahora Sony). A partir del sonido de Toto de finales de los años setenta y ochenta, Tambu fue un lanzamiento muy orgánico y presentó el sencillo "I Will Remember", que recibió una reproducción de radio moderadamente aceptada. Otros singles lanzados fueron Drag Him To The Roof y The Turning Point. Tambu también contó con John James y Jenny Douglas-McRae como cantantes de respaldo en algunas de las pistas. Douglas-McRae incluso cantó las voces principales en la canción extra del álbum, Blackeye, y también en un dueto con Steve Lukather en Baby He's Your Man. Tambu vendió 600,000 copias en todo el mundo. [cita requerida]
El Tambu Tour resultó ser otro éxito, aunque no hubo fechas en América del Norte. Simon Phillips sufrió un problema de espalda, por lo que Gregg Bissonette tuvo que reemplazarlo durante la primera etapa de la gira a fines de 1995. La gira concluyó en 1997. El resto del personal de la gira permaneció igual, a excepción de Donna McDaniel, que se había ido en 1994 poco después de las presentaciones de Night of the Proms (que Douglas-McRae se había perdido desde que estaba de gira con Joe Cocker). La canción Hold the Line ahora se cantaba a dúo entre James y Douglas-McRae. Tanto James como Douglas-McRae fueron retirados de la banda al final de la gira de 1997.

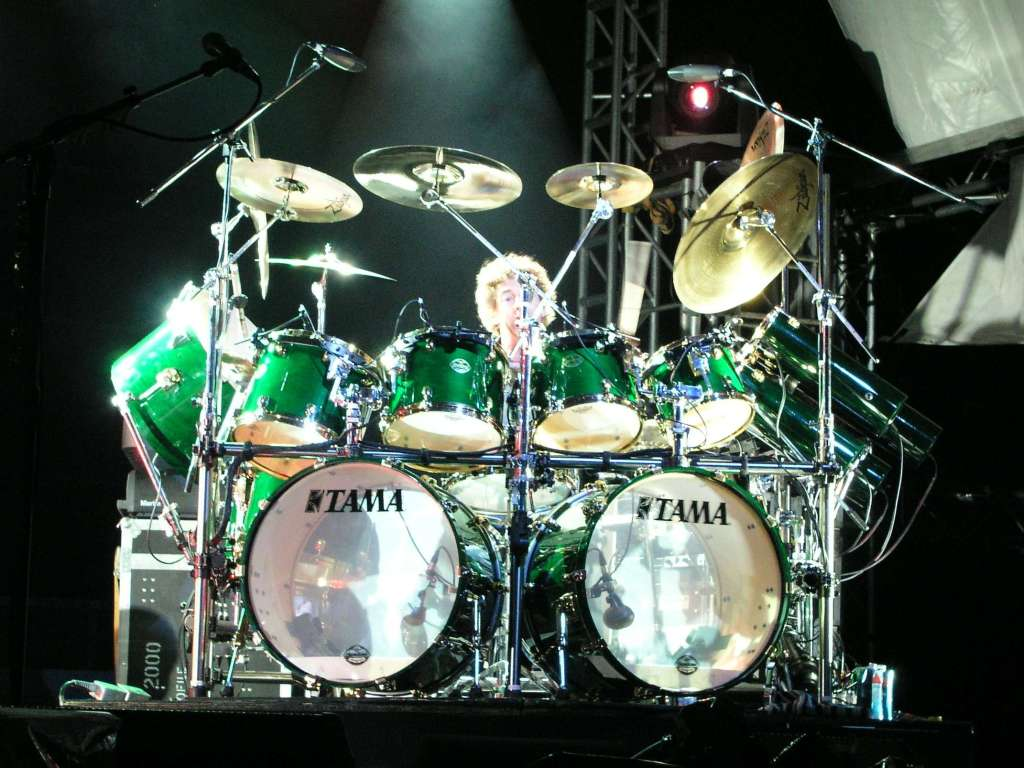
Simon Phillips, baterista inglés que ha tocado con Judas Priest, Mick Jagger, Hiromi Uehara y Mike Oldfield, entre otros.

### 1998–2001:Toto XX, regreso de Bobby Kimball yMindfields
1998 marcó el vigésimo aniversario de la banda, y para conmemorarlo, David Paich y Steve Lukather comenzaron a revisar varias viejas cintas y demos para obtener un registro especial de canciones inéditas. En 1998 lanzaron Toto XX con el sencillo Goin Home. Toto realizó una pequeña gira promocional con los exmiembros Bobby Kimball, Steve Porcaro y Joseph Williams.
Después de la gira Toto XX, Bobby Kimball se unió a la banda como cantante principal después de 14 años. La banda lanzó Mindfields a principios de 1999 y se embarcó en la gira Reunion girando por todo el mundo y volviendo a los Estados Unidos por primera vez en seis años. El nuevo álbum presentó tres sencillos, Melanie, Cruel y Mad About You, una canción coescrita por David Paich y el exvocalista de Toto Joseph Williams. Más tarde ese año, se lanzó un álbum en vivo titulado Livefields. La gira concluyó oficialmente en 2000, pero la banda tocó algunos shows durante 2001. David Paich se tomó un breve descanso de la gira en 2000, por lo que Jeff Babko completó los teclados. Paich luego reanudó la gira con Toto en 2001.

### Through the Looking Glassy gira del 25 aniversario
En 2002, en celebración del 25 aniversario de Toto, la banda lanzó Through the Looking Glass, disco de versiones de las influencias musicales de la banda, como Bob Marley, Steely Dan, The Beatles y Elton John. El álbum fue publicado bajo el sello discográfico de Capitol Records y pone fin con el contrato que tuvo con Sony durante 25 años.
Los sencillos de este disco fueron: Could You Be Loved, de Bob Marley, y While My Guitar Gently Weeps, de The Beatles.
El álbum no fue un éxito comercial y muchos fanes estaban molestos por la edición y pensaban que la banda debería haber escrito nuevo material en su lugar. Sin embargo, las grabaciones fueron material para promocionar y realizar un extenso tour llamado 25 Aniversario Tour, que se inició en 2002 y concluyó en 2003. Después de la gira, Toto lanzó un álbum en vivo y DVD del espectáculo titulado 25th Anniversary: Live in Amsterdam.

Te diré cómo sucedió eso. Estábamos todos haciendo nuestras propias cosas, y yo siempre estaba en el camino haciendo una cosa u otra, y llegamos al punto en el que estábamos viendo nuestro 25 aniversario, pero no teníamos ningún producto. Nuestro manager nos llamó y dijo "Ustedes tienen que hacer algo para que puedan sacar provecho de esto", pero sabíamos que no teníamos suficiente tiempo para pasar otros ocho o nueve meses en un registro, o estaríamos viendo nuestro 27 aniversario en su lugar.

Así que creo que Dave o alguien sugirió hacer algunas versiones: hacer algo realmente rápido, un tributo a la música que nos influenció y salir a la carretera para reírse. El estudio de Simon está en su casa, así que nos instalamos en su sala de estar, diseñó, y armamos "Through the Looking Glass". Todas las bandas hacen discos de todos modos. EMI nos ayudó mucho para hacer algo único, lo que pensamos que sería un gran cambio de ritmo, pero una vez más una etiqueta se negó a publicar el disco en los Estados Unidos, así que tuvimos que pasar por todo eso de nuevo. No sé de qué se trata.
Pero fue solo un disco divertido. Algunas personas lo adoraron y otras nos criticaron.

Steve Lukather explicando la historia detrás de Through the Looking Glass en una entrevista repasando los 35 años de carrera de Toto en Ultimate Classic Rock el 18 de octubre del año 2013

### Semisalida de David Paich
A principios de 2004, cerca del final del Tour 25 Aniversario, el tecladista David Paich tomó una licencia en las giras para pasar tiempo con una hermana suya que estuvo enferma de cáncer. El veterano teclista Greg Phillinganes ocupó el lugar de Paich para el resto de la gira.
A finales de 2003, Toto fue la banda que encabezó la gira denominada Night of the Proms, que duró dos meses. David Paich se presentó en alguno de estos conciertos. Mientras que Simon Phillips, debido a una apretada agenda de sesión, no pudo presentarse en algunos recitales y fue reemplazado por Ricky Lawson.
A principios de 2004, la banda se embarcó en una gira mundial que los mantuvo ocupados todo el año. Una de las tantas presentaciones que hicieron fue en el Festival Internacional de la Canción de Viña del Mar.
En octubre de 2003, Steve Lukather lanzó un álbum de Navidad llamado Santamental , con músicos como Eddie Van Halen, Slash, Steve Vai y Gregg Bissonette.

### Falling In Between

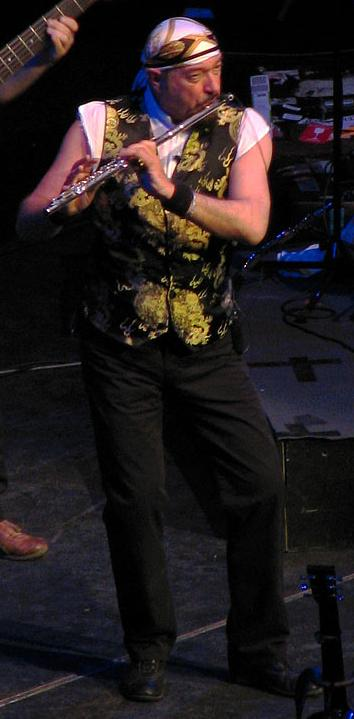
El flautista Ian Anderson, de Jethro Tull, colaboró en la canción Hooked, del disco Falling in Between, que fue publicado en 2006.

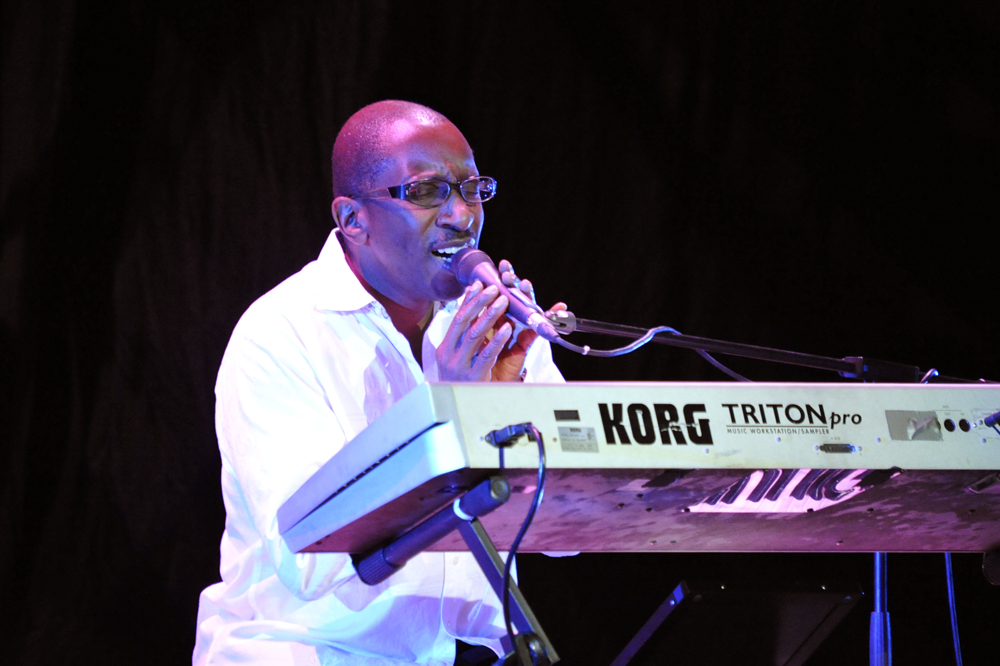
Greg Phillinganes, teclista estadounidense. Ingresó en la banda el año 2004. Músico de sesión que ha tocado con Michael Jackson, George Harrison, Herbie Hancock, Stevie Wonder y Eric Clapton, entre otros.

En el año 2006 publican la obra más ambiciosa de la banda y el disco en que todos los miembros del grupo se sintieron orgullosos: Falling in Between. Con esta pieza Greg Phillinganes se integra en la banda como miembro oficial. El álbum cuenta con la colaboración de antiguos miembros de la banda, como Steve Porcaro y Joseph Williams, mientras que Paich, pese a su semirretiro, juega un importante rol compositivo. Cuenta con canciones de funk, metal, rock progresivo, jazz fusión, soul, y alguna de estas mezcladas con elementos de música africana, hindú y con instrumentos de vientos. En este disco colaboran L. Shankar, músico hindú; Ian Anderson, flautista de rock progresivo fundador de Jethro Tull; Tom Scott, saxofonista, y Lenny Castro en la percusión, entre otros.
Un aspecto interesante de la banda en esta producción es que todos los integrantes de la banda componen en las canciones y que estas cuentan con la presencia de más de un vocalista, lo que convierte a Falling in Between en un disco sumamente variado.
El sencillo más popular fue Bottom of your soul, una canción que habla de la tragedia humanitaria en Sudán y que cuenta con la participación del exvocalista de la banda Joseph Williams dentro de los coros 
En términos líricos la banda comenzó a hacer críticas sociales y se desligaron de sus letras pop. Esto puede deberse al firmar con el sello discográfico italiano Frontiers Records, lo que les permitió tener libertad en este aspecto. Por ejemplo, King of the World habla sobre la crisis de la empresa estadounidense Enron, mientras que Spiritual Man es un llamado a la paz entre las religiones más practicadas, como el budismo, el cristianismo y el islamismo.
Toto se embarcó en una gira mundial en el año 2006. A comienzos del 2007, Leland Sklar reemplazó a Mike Porcaro, debido a una dolencia en los dedos que le impedía tocar. Finalmente lanzaron el que sería su último registro en vivo antes de que se separaran: Falling in Between Live, que contó con la participación de Sklar en el bajo.

### Toto "No More"
Después de un período de rumores, el 5 de junio de 2008, Steve Lukather hizo un anuncio oficial sobre su separación de Toto, indicando:
"El hecho es que sí, he dejado Toto. Ya no hay más Toto. Se lo dije a los chicos antes de finalizar la última gira. No nos pusimos de acuerdo en cómo se estaba llevando el negocio. El otro hecho es que he sido el único que estuvo desde el primer ensayo hasta el último concierto hace un mes. Cuando murió Jeff, parte de todos nosotros murió con él. Lo superamos y tuvimos buenos momentos. Simon fue todo un campeón sustituyendo a Jeff en un momento tan difícil. Bobby volvió después de 16 años de ausencia y ya saben las historias de los demás cantantes. Salvo Bobby, Joe ha sido el único que encajó con nosotros, ya que él también había sido compañero del instituto, sin ánimo de ofender a Bobby.

Cuando Dave se retiró, fue muy duro para mí, ya que nosotros empezamos el grupo juntos. Diablos, han pasado ya 35 años si cuentas los años de instituto, cuando se juntó el núcleo. Cuando Mike cayó enfermo y tuvo que dejarlo, ya fue la definitiva. Si no hay un Paich o al menos un Porcaro ¿Cómo podemos llamarlo Toto? Fue agridulce, porque al fin conseguí ir de gira con mi querido amigo y leyenda musical Leland Sklar, a quien conozco desde que tenía 19 años. Echamos unas risas y lo pasamos bien.

Honestamente, ya he tenido bastante. Esto no es un descanso. Es el fin. De verdad, ya no puedo salir y tocar "Hold the Line" sin que me dé risa. Tenía 19 años cuando lo grabamos. Ahora tengo 50.
Tengo el más profundo respeto por los muchachos que han entrado y han salido del grupo a lo largo de los años. Ha sido una carrera genial con el éxito que hemos tenido. Aguantamos a pesar de ser la banda más odiada en el mundo por la mayoría de los llamados "críticos del rock". Aguantamos los golpes y seguimos. El presidente de nuestra anterior discográfica, Donnie Lenner, nos arruinó en los EE. UU. al no publicar nuestras grabaciones y tampoco permitirnos anular nuestro contrato durante más de 10 años. Y eso nos echó para atrás. ¿Por qué? Tendrán que preguntárselo a él porque nosotros nunca lo supimos. Supongo que simplemente no le gustaba nuestra música, o no le caíamos bien. Nunca lo sabremos. Los EE. UU. nos dieron la espalda y se me hizo muy duro seguir sonriendo a todo. Es como una herida que seguía supurando, yo me estaba haciendo daño a mí mismo y, siendo honesto, no era feliz en absoluto.
Los chicos de la actual formación no podían tener personalidades más diferentes y lo único que teníamos en común era la música. Esto no era el grupo de hermanos y compañeros de instituto que empezamos en los 70. Teníamos algo mágico, mismo sentido del humor y misma percepción de la vida. De alguna forma eso se ha perdido. No es culpa de los nuevos. Simplemente es así.
Simplemente no puedo seguir haciéndolo y a los 50 quise hacer un último intento de empezar por mi cuenta. Al ser el único miembro fundador que nunca se ha perdido ni siquiera un concierto o grabación, pensé que aún podría intentarlo por mi cuenta; tengo un disco recién publicado, un nuevo grupo y una gira en el verano de 2009. El título del disco lo dice todo, "Ever Changing Times".
Hoy he hablado con mi amigo del alma y miembro fundador David Paich sobre este asunto. Me contestó diciéndome: "¡Somos libres!" Me reí mucho. Creo que él tampoco pensaba que esto seguía siendo Toto. No hay malos rollos de mi parte hacia los otros chicos. Les deseo solamente lo mejor y lo mejor en la vida; estoy seguro que algún día nos encontraremos por allí y nos daremos un abrazo y todo eso, al menos eso espero".

### 2009: Ingreso al Salón de la Fama
En octubre de 2009, los músicos fundadores de Toto ingresaron al Musicians Hall of Fame and Museum. Steve Lukather, David Paich, Steve Porcaro y David Hungate estuvieron presentes, y familiares de Mike y Jeff en representación de ellos. Bobby Kimball no fue incluido en la ceremonia.

### Enfermedad de Mike Porcaro
El 26 de febrero de 2010 se anunció a través de la página de internet de la banda que la salud de Mike Porcaro empeoró. Al músico se le diagnosticó la enfermedad degenerativa ELA. Con esta noticia se descartó la posibilidad de que el bajista pudiera tocar nuevamente debido a la gravedad de la enfermedad: Los músculos paulatinamente van perdiendo movilidad hasta tener una parálisis total del cuerpo.
Ante esta situación, días antes del comunicado, David Paich se comunicó con Steve Lukather para decirle que debían hacer algo porque la familia de Mike no tenía una buena situación económica para solventar los gastos de la enfermedad. A lo que Lukather respondió: "Mira, lo voy a hacer de nuevo. Pero Joseph tiene que regresar y Steve Porcaro también, y ahí me tienes".
A causa de su enfermedad, Mike Porcaro falleció el domingo 15 de marzo de 2015 a las 4 de la mañana, rodeado de sus familiares. Su deceso fue informado por su hermano Steve a través de su página oficial de Facebook.

### Reformación

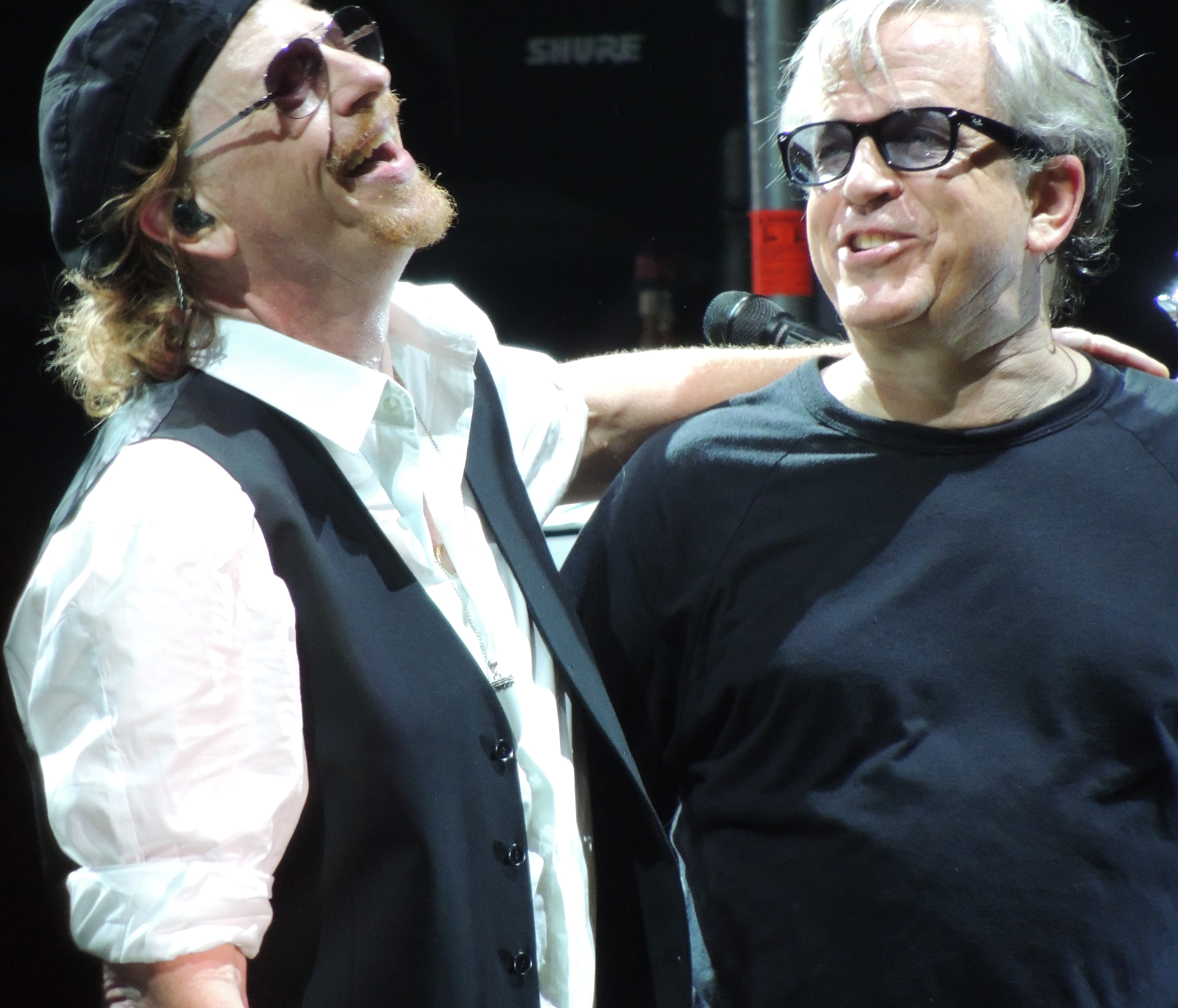
Joseph Williams y Steve Porcaro se reincorporaron a la banda en el año 2010.

La banda anunció por internet y por su página de Facebook que darían una gira por Europa en beneficio a Mike Porcaro, descartando la posibilidad de estar juntos por tiempo indefinido. La agrupación estuvo compuesta por David Paich, Steve Lukather, Steve Porcaro, Simon Phillips, Joseph Williams, y como invitado especial, Nathan East. Greg Phillinganes, Bobby Kimball, así como Leland Sklar y Tony Spinner, quedaron fuera de la nómina.
"Con los problemas de salud de Mike y muchos de nosotros echándonos de menos, los amigos de colegio decidimos volver a juntarnos por una buena causa", expresó Steve Lukather en su sitio oficial.

### 35 aniversario
Los músicos giraron por el mundo entre los años 2010 y 2012 en beneficio de Mike Porcaro. Sin embargo, la gira tuvo muchos imprevistos y no pudo resultar como los músicos deseaban. Esto ocurrió debido a la saturada agenda que tuvieron en esta época y a la difícil situación económica que vivían algunos países. Steve Lukather giró en el año 2012 junto con Steve Vai y Joe Satriani en el tour G3, recorriendo Oceanía, mientras que en México lo hizo junto con Satriani y John Petrucci. Por otro lado, fue invitado por Ringo Starr para integrar la gira llamada "Ringo Starr & His All-Star Band". Mientras que Simon Phillips giró junto con cuatro proyectos: Hiromi Uehara y Anthony Jackson, llamado The Trio Project, junto con Michael Schenker en el grupo The Michael Schenker Group, recorriendo el territorio japonés con los músicos de jazz Lee Ritenour y Mike Stern, y junto con Pino Palladino y Philippe Saisse, en el trío llamado PSP (Phillips Saisse Palladino).
Las complicaciones de la gira se presentaron principalmente en Sudamérica. La banda tuvo que cancelar una presentación en Santiago de Chile y la productora a cargo del evento tuvo que devolverle el dinero a quienes ya habían comprado sus entradas. Las dificultades para cerrar shows en Argentina y Brasil fueron la razón de la cancelación.
Pese a las dificultades de la gira en beneficio a Mike Porcaro, el tour se extendió en conmemoración de sus 35 años de carrera. En esta gira la banda tocó canciones que no eran frecuente en su repertorio en vivo, como Goin' Home, St. George and The Dragon, On the Run, How Many Times, Wings of Time y It's Feeling. Grabaron un DVD en Polonia denominado 35th Anniversary Live in Poland, que salió a la venta el año 2014.

### Salida de Simon Phillips

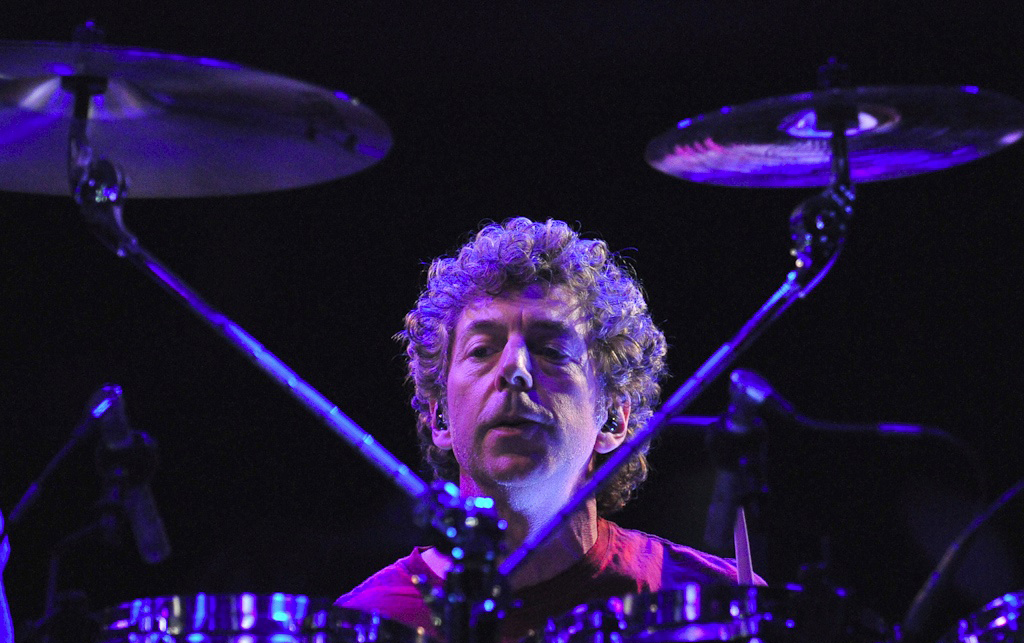
Phillips se separó de la banda el año 2014.

El 24 de enero de 2014 el baterista que acompañó a la banda por 21 años publicó en su página de Facebook:

"Estoy profundamente conmovido por este sentimiento tan profundo... Sí, es verdad -después de 21 años de mi tiempo junto con Toto, yo ya no sigo-. Ser miembro de esta banda fue una experiencia maravillosa y he aprendido mucho. Estoy muy agradecido por cómo Luke, Dave y Mike me dieron la bienvenida en un momento tan difícil en la carrera de la banda después de la muerte de Jeff. Juntos grabamos nuevos álbumes, tocamos en conciertos y continuamos el legado de la banda. Quiero agradecer a los fans de Toto en todo el mundo por abrazarme, por su genuino entusiasmo y su amor y apoyo."
Simon Phillips en su página de Facebook.

### Toto XIV
Un día después del comunicado de Simon, Lukather mencionó en su página de Facebook que Toto grabaría un nuevo disco de estudio y que Keith Carlock tocaría la batería. Además agregó que realizarían una extensa gira por Asia. La publicación desconcertó a muchos fanes porque el líder de la banda no mencionó nada acerca de la salida del baterista inglés. Ante esta situación algunos seguidores de la banda insultaron a Lukather y le pidieron una respuesta, horas después del comunicado, publicó en el mismo sitio lo siguiente:

"Todo está bien. Nosotros amamos a Si. Él tiene otros proyectos y los horarios entraron en conflicto. No hay malas vibras, y eso es todo lo que hay que decir. Él fue un miembro importante para Toto y lo vamos a extrañar. Su disposición fue muy valiosa para mí -y seguiremos siendo grandes amigos-. Mi admiración y el respeto que siento por Simon son inmensos. Pueden buscar nueva música y giras de él [refiriéndose a los fans]; él tiene una banda asesina. Estoy deseando volver a verlo. No hay otra historia que oculte, alguna pelea o algo feo, nada. Simon Phillips es uno de los mejores músicos que ha compartido escenario o estudio conmigo. Me atengo a eso."
Steve Lukather en su página de Facebook.

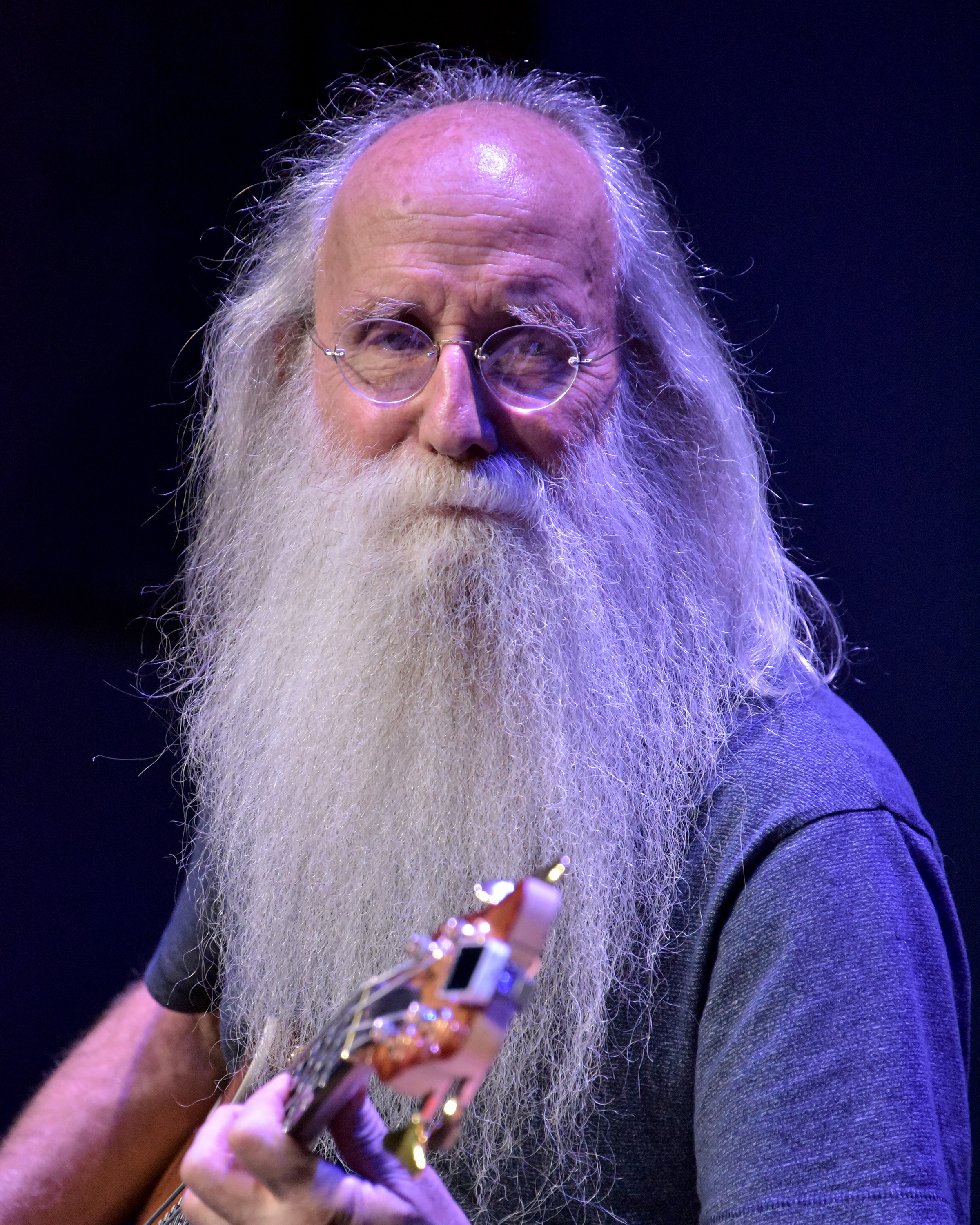
Leland Sklar bajista estadounidense. Reemplazó a Mike Porcaro en el 2007 y volvió a la banda entre 2016 y 2017. Músico de sesión y gran amigo del conjunto. Ha tocado junto con Phil Collins, The Doors, James Taylor y Laura Pausini, entre otros.

Las grabaciones para el nuevo disco comenzaron inmediatamente en el primer semestre del año 2014. El 20 de noviembre de 2014, Lukather publicó en su página de Facebook: "Toto XIV está oficialmente listo". Según los músicos de la banda el disco será el sucesor oficial de Toto IV, mientras que Paich dijo que "es como si nunca hubiésemos tomado un descanso en el estudio. Este disco está dedicado para todos los fanes que han esperado pacientemente un nuevo trabajo de nosotros".
El disco marca el regreso de David Hungate a la banda, pero sin ser un miembro oficial, ya que la agrupación estará conformada solo por antiguos compañeros del colegio en la Grant High School en Van Nuys, en la época en que eran Rural Still Life.

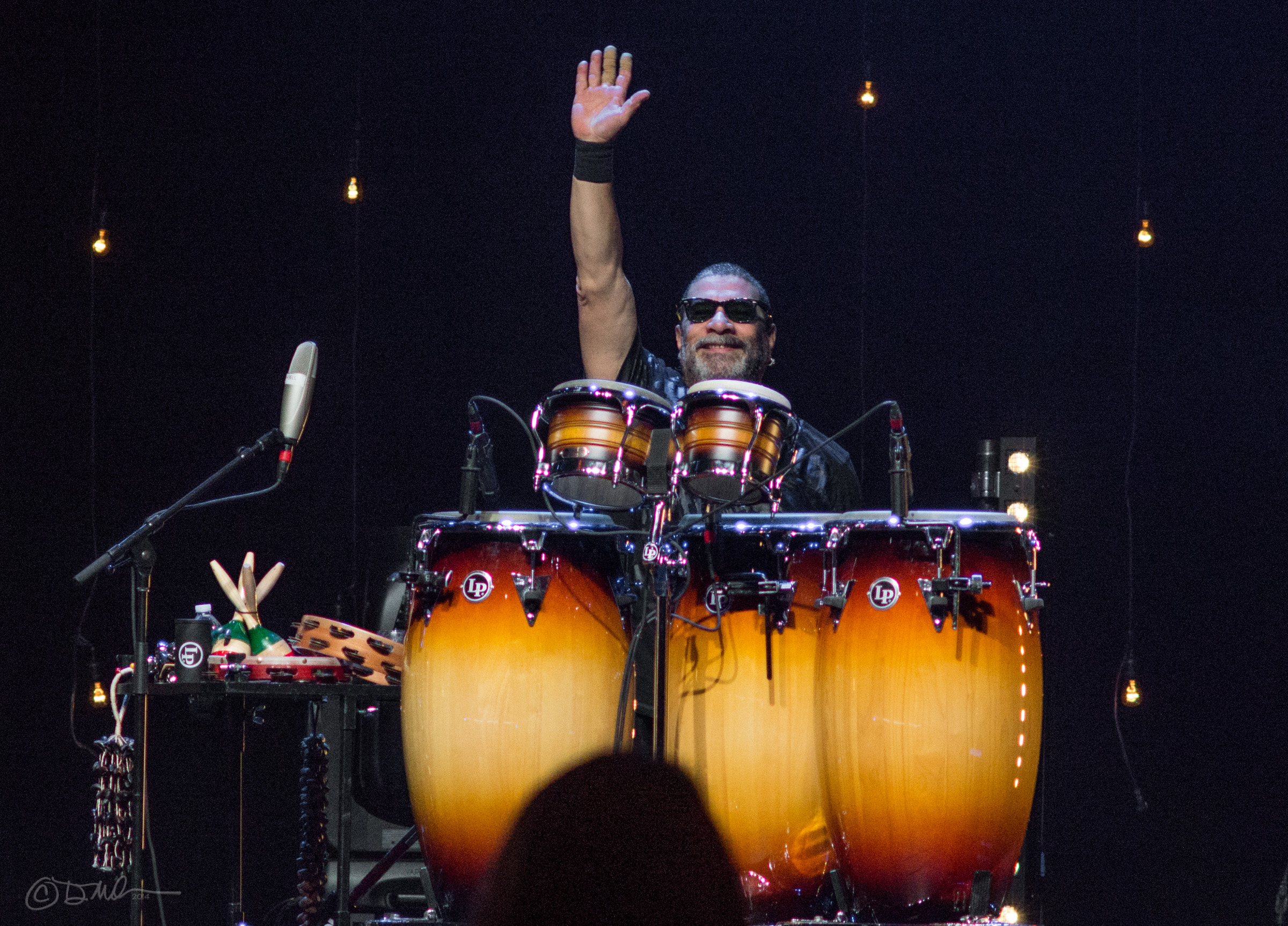
Lenny Castro regresó a la banda en la gira promocional de Toto XIV como músico de acompañamiento.

El 5 de febrero de 2015 la agrupación publicó un vídeo de su primer sencillo, titulado Orphan. El vídeo fue producido por Heather Porcaro, hija de Steve Porcaro. Y el día 17 de febrero publicaron su segundo sencillo, llamado Holy War. Mientras que el tercer sencillo, llamado Burn, fue publicado el 4 de marzo.
Toto XIV estuvo a la venta a través del sitio Amazon a partir del 24 de marzo y la banda realizó una extensa gira promocional en Europa visitando: Inglaterra, Irlanda, Francia, Luxemburgo, Holanda, Dinamarca, Noruega, Alemania, Suiza, Austria, Polonia, Hungría, Rumania, Bulgaria y Serbia. Mientras que en Estados Unidos giraron en compañía de la banda inglesa Yes.
El 12 de julio de 2015 se presentaron en el Festival de Jazz de Montreux por segunda vez en su carrera —anteriormente lo hicieron en 1991, antes de la muerte de Jeff Porcaro—. La jornada fue emotiva porque Quincy Jones presentó a la banda y, según comentaron los miembros del conjunto a través de las redes sociales, se refirió a ellos de forma cariñosa y halagadora.
Keith Carlock no pudo acompañar a Toto en los conciertos que realizaron en el marco de esta gira promocional. El baterista se comprometió con anterioridad a girar junto con Steely Dan. Shannon Forrest fue quien lo reemplazó.
A mediados de 2017, Leland Sklar dejó nuevamente la banda para otros proyectos y el bajista neerlandés Shem von Schroeck lo reemplazó, siendo el bajista hasta ahora.

### Salida temporal de David Paich
A mediados de 2018 y una vez empezada la gira de 40 Tours around the Sun en Norteamérica, el tecladista principal de la banda tuvo que ausentarse del resto de conciertos debido a que, acorde a las palabras de él mismo, las recientes apariciones en Europa habían deteriorado su estado de salud hasta el punto en el que tuvo que dejar de presentarse en los últimos conciertos por el continente europeo. 
Acorde a lo publicado en la página de Facebook de Steve Porcaro, el tecladista suplente de Paich sería el afroamericano Dominique Talpin. Debido a que los problemas de salud del tecladista original lo mermaron más tiempo de lo previsto, la estancia de Talpin se prolongó hasta casi 1 año después, cuando reapareció el 20 de septiembre de este año en un concierto en Los Ángeles. Durante ese concierto y los siguientes, Talpin siguió tocando el teclado acompañando a Paich y a Porcaro.

## Influencias y estilo musical
"No nos pueden etiquetar, somos muy rock para el jazz y muy jazz para el rock, demasiado diversos: hacemos pop, fusión, progresivo o funk."
Steve Lukather refiriéndose al estilo musical de Toto.

Los hermanos Porcaro (Jeff, Mike y Steve), al igual que David Paich y Simon Phillips, tuvieron una formación de jazz desde niños. Todos estos músicos provienen de una familia musical y sus padres ejercieron una notable influencia en ellos. Los Porcaro fueron instruidos por Joe Porcaro, baterista de jazz, profesor y músico de sesión que ha participado en más de 180 álbumes, y uno de los fundadores de Los Angeles College of Music, institución encargada de formar a músicos profesionales. Entretanto, Marty Paich, pianista de jazz y uno de los arreglistas más respetados en la música después de la guerra mundial y que participó en la grabación de más de 1400 álbumes, formó musicalmente a David Paich. Mientras que Sid Phillips, clarinetista de jazz que se hizo popular en los años 30, se encargó de la educación musical primaria de Simon Phillips. Y esto explica la facilidad que poseen los músicos para hacer sesiones con artistas de jazz como Steely Dan o Hiromi Uehara.
Las influencias musicales de Toto son esenciales para comprender la corriente musical de la banda. Entre estas se encuentran: Blood, Sweat & Tears, Herbie Hancock, Steely Dan, The Beatles, The Beach Boys, Jimi Hendrix, Bee Gees y Yes. Artistas de distintos géneros como jazz, pop, rock, hard rock, blues, disco, funk y rock progresivo.
Steve Vai comentó acerca del sonido de Toto que "esta banda creó un sonido propio y único. Es la perfecta mezcla de rock, pop, fusión y un poco de jazz, todo en un paquete totalmente armonizado". Sin embargo, el disco Kingdom of Desire es una obra enfocada esencialmente al hard rock, mientras que Falling in Between, al rock progresivo; pero curiosamente estos álbumes incluyen otros tipos de estilos, en el caso de Kingdom of Desire, Jake to the Bone es un instrumental de jazz con mezclas de rock progresivo, mientras que Falling in Between posee pistas funk, como Let it Go, y de jazz, como The Reeferman. Inclusive, el track Somewhere Tonight, del disco Fahrenheit, es una obra de reggae.
Frente a esto es imposible encasillar a la banda en un estilo musical. Pero algunos aspectos importantes para comprender su propuesta es que ellos se definen como una banda de rock. Sus arreglos vocales están inclinados hacia el pop y manejan a la perfección la estructura métrica y compositiva del jazz. Esta es la base esencial de la música de la banda, y lo que fusionen con esa matriz será circunstancial y dependerá de su impulso creativo.
Por otro lado, Luther Vandross, Incognito, David Garrett y Will Lee son algunos de los artistas que han versionado alguna de sus canciones. Y han influenciado a Cutting Crew, Glass Tiger, Mr. Mister, Night Ranger, Richard Marx y The Outfield, entre otros.

## Hostilidad en Estados Unidos e Inglaterra
La agrupación ha expresado en diversas ocasiones que Inglaterra les dio la espalda y que "en Estados Unidos no significamos nada". Una de las razones se debe a la hostilidad que ha generado la banda a lo largo de su carrera -inclusive ahora- en los medios especializados en música de Inglaterra y Estados Unidos.

"El álbum debut de la banda fue un éxito de doble platino en los Estados Unidos [vendieron más de dos millones de copias] y se jactaron de los grandes éxitos: Hold The Line y Georgy Porgy. Sin embargo, los críticos de rock por regla general odiaron a Toto -si Elvis Costello y The Clash fueron el epítome que los críticos adoraban a finales de los años setenta, Toto personificó el tipo de rock que los críticos disfrutaban odiar-."
Alex Henderson en la biografía de David Hungate (MTV).

Las críticas negativas siguieron a lo largo de los años, incluso tras el éxito arrollador de Toto IV. Pero la relación con Estados Unidos se agravó aún más cuando Columbia Records se dividió en Sony Music y el presidente de la discográfica decidió no publicar los discos en ese país: Kingdom Of Desire, Absolutely Live, Tambu, Midfields y Livefields.

En el año 2010 se reformaron y dieron algunos espectáculos en Estados Unidos e Inglaterra. Pero las críticas duras en contra de la banda siguieron:

Tras el renacer de Journey en este último tiempo, pensé que los contemporáneos Toto merecían un renacimiento similar. En una entrevista reciente a Steve Lukather -guitarrista de la banda- en una revista de rock clásico, el músico se quejó de que han pasado la mayor parte de sus 34 años de carrera como parias críticos, antes de concluir: "Creo que nuestro único delito fue escribir y tocar buena música."
La banda se separó en el 2008, pero volvieron a reunirse en beneficio de Mike Porcaro, que sufre ELA, pero este raro concierto en Reino Unido confirmó que su principal pecado fue su banalidad musical. Es difícil creer que ellos fueron vistos inicialmente como rockeros progresivos cuando toda su obra es tan abrumadoramente conservadora.
Incomprensiblemente vestido con una levita y pañuelo en la noche más sofocante hasta la fecha, el cantante Joseph Williams chilló a través de dos horas de baladas absurdamente adornadas con teclados exagerados y solos de guitarra sin sentido. Incluso los éxitos antiguos Africa y Hold The Line sonaron como música perfectamente superficial, pero sin ningún alma: música ligera de rock de los setenta en su más torpe y flatulenta expresión.
Reseña de Ian Gittins, The Guardian, 28 de junio del 2011

El mal trato que le ha dado la escena local e inglesa ha significado que en sus giras raramente visiten esos países y Europa y Asia son puntos frecuentes en sus recitales, especialmente Alemania, Japón, Francia y Holanda. No es de extrañar que la agrupación haya grabado todos sus materiales en vivo hasta la fecha en Polonia (35 aniversario), Francia (Falling in Between Live y Livefields) y Holanda (25 aniversario y Absolutely Live).
Frente a todo esto, Lukather ha expresado frecuentemente que "Toto es la banda más incomprendida del mundo" porque no entiende cómo el medio ha sido tan hostil con la banda cuando los integrantes han tocado y compuesto música con los mismos artistas que la prensa adora:

"Nada tiene que ver con la música. De hecho somos los músicos que más discos hemos grabado en los últimos 30 años. Hemos estado en los discos desde Paul McCartney hasta Miles Davis y todos los estilos entre medio. Si fuéramos tan malos músicos, ¿por qué tantos artistas de renombre nos llamarían para tocar en sus discos? ¡Hemos grabado cientos y cientos de discos! Yo solito tengo más de 250 discos de oro, platino y multiplatino en mi casa. Me gané un Grammy y he estado nominado muchas otras veces. Simplemente, todos esos críticos que nos molestan lo hacen porque no tienen respeto por lo que es lo más importante y lo que les da de comer: la música. A ese tipo de críticos solo les interesa lo que está de moda, lo que es cool hoy y dentro de cinco años no existirá, les gusta lo desechable; en cambio, nosotros hacemos música para tocar el alma y el corazón de las personas y nos hemos mantenido durante 30 años haciendo lo que amamos, y nuestros fans nos quieren y nos respetan, compran nuestros discos y vienen a nuestros conciertos, por lo tanto, nosotros ganamos y ellos pierden."
Steve Lukather, en una entrevista con Rockaxis en el año 2006

## Músicos

### Miembros oficiales
- Steve Lukather – guitarra, vocales (1976–2008, 2010–2019, 2020–)
- Joseph Williams – vocales (1986–1989, 2010–2019, 2020–)

### Músicos de acompañamiento
- Shannon Forrest – batería (2014—2019, 2024–)
- Greg Phillinganes – teclados (2003–2008, 2024–)
- Warren Ham – saxofón, voces, percusión (1986-1988, 2017-2019, 2020–)
- John Pierce - bajo, voces (2020–)
- Dennis Atlas - teclados, voces (2024—)

### Miembros antiguos
- Jeff Porcaro – batería, percusión (1976–1992) (fallecido el 05/08/1992 por una reacción alergíca a un pesticida)
- David Paich – teclados, piano, voz (1976–2004, 2010–2018, 2019)
- Steve Porcaro – teclados (1976–1987, 2010–2019)
- Mike Porcaro – bajo (1982–2007) (fallecido la madrugada del 15/03/15 por la enfermedad de ELA)
- Bobby Kimball – vocales, teclado ocasional (1976–1984, 1998–2008)
- Dennis Frederiksen – vocales (1984–1986) (fallecido el 18/01/2014 por cáncer de hígado)
- Jean-Michel Byron – vocales (1990–1991)
- Simon Phillips – batería (1992–2008, 2010–2014)
- Jeff Babko – teclados (2000)
- Greg Phillinganes – teclado, sintetizador, vocales (2004–2008, 2024)
- David Hungate – bajo (1976–1982 como miembro oficial, 2014–2016)
- Keith Carlock – batería (2014)

### Músicos de gira antiguos
- Tom Kelly – guitarra, coro (1979)
- Lenny Castro – percusión (1979, 1982–1987, 2015–2019)
- Keith Landry – guitarra, coro (1980)
- James Newton Howard – teclado (1982)
- Timothy B. Schmit – coro (1982)
- Jon Robert Smith – saxofón, coro (1982)
- Paulette Brown – coro (1985–87)
- Scott Page – saxofón, guitarra, coro (1985)
- Ralph Rickert – vocales (1986–87)
- Luis Conté – percusión (1988)
- John Jessel – teclista, efectos, voces (1990–2006)
- Jenny Douglas-McRae – coro (1990–93, 1995, 1996–97, 2011–12, 2014–2017)
- Jackie "Gucci" McGhee – voces (1990–91)
- Chris Trujillo – percusión (1990–93)
- Denny Dias – guitarra (1991)
- Fred White – coro (1991)
- John James – coro (1992–97)
- Donna McDaniel – coro (1992–94)
- Gregg Bissonette – batería (1995; reemplazando a Simon Phillips)
- Sofia Bender – voces (1996; reemplazando a Jenny Douglas-McCrae)
- Tony Spinner – guitarra, voces (1999–2008)
- Buddy Hyatt – percusión, guitarra, coro (1999)
- Jeff Babko – teclado (2000; reemplazando a David Paich)
- Jon Farriss – batería (2003; reemplazando a Simon Phillips)
- Ricky Lawson – batería, percusión (2003; reemplazando a Simon Phillips)
- Leland Sklar – bajo (2007–2008; reemplazando a Mike Porcaro), (2016–2017; como músico de gira)
- Jory Steinberg – coro (2010)
- Nathan East – bajo, coro (2010–2014)
- Mabvuto Carpenter – coro (2010–2017)
- Amy Keys – coro (2013–14)
- Shannon Forrest – batería (2014–2019)
- Dave Santos – bajo (2015; reemplazando a David Hungate)
- Shem von Schroeck – bajo, coro (2017–2019)
- Dominique “Xavier” Taplin – teclado, coro (2018–2019, 2020—2023)
- Robert “Sput” Searight – batería, coro (2020–2023)
- Steve Maggiora - teclados, voces (2020–2024)

## Discografía
Álbumes de estudio
- Toto (1978)
- Hydra (1979)
- Turn Back (1981)
- Toto IV (1982)
- Isolation (1984)
- Fahrenheit (1986)
- The Seventh One (1988)
- Kingdom of Desire (1992)
- Tambu (1995)
- Mindfields (1999)
- Through the Looking Glass (2002)
- Falling in Between (2006)
- Toto XIV (2015)
- Old Is New (2018)

Álbumes en directo
- Absolutely Live (1993)
- Livefields (1999)
- Live In Amsterdan 25 Anniversary (2003)
- Falling In Between Live (2007)
- 35th Anniversary: Live in Poland (2014)
- Live at Montreux 1991 (2016)
- 40 Tours Around the Sun (2019)
- With a Little Help from My Friends (2021)

Álbumes recopilatorios
- 1990: Past to Present 1977-1990
- 1998: Toto XX
- 2011: In The Blink Of An Eye
- 2018: 40 Trips Around The Sun
- 2019: All In

Bandas de películas
- 1984: Dune

## Tours en vivo
| #  | Presentación                             | Fecha     |
| -- | ---------------------------------------- | --------- |
| 1  | Toto Tour                                | 1979      |
| 2  | Hydra Tour                               | 1980      |
| 3  | Toto IV Tour                             | 1982      |
| 4  | Isolation Tour                           | 1985-1986 |
| 5  | Fahrenheit Tour                          | 1986-1987 |
| 6  | The Seventh One Tour                     | 1988      |
| 7  | Planet Earth Tour (Past To Present Tour) | 1990      |
| 8  | Summer Tour                              | 1991      |
| 9  | Kingdom of Desire Tour                   | 1992-1993 |
| 10 | Tambu World Tour                         | 1995-1996 |
| 11 | South African Tour                       | 1997      |
| 12 | Toto XX World Tour                       | 1998      |
| 13 | Minfields Tour                           | 1999-2000 |
| 14 | 2001 Summer Tour                         | 2001-2002 |
| 15 | 25th Anniversary Tour                    | 2003-2004 |
| 16 | Falling In Between Tour                  | 2006-2008 |
| 17 | Mike Porcaro Honor Tour                  | 2010      |
| 18 | In the Blink of an EyeTour               | 2011      |
| 19 | 2012 Summer Tour                         | 2012      |
| 20 | 35th Anniversary Tour                    | 2013-2014 |
| 21 | Toto XIV Tour                            | 2015-2016 |
| 22 | An Evening With Toto Tour                | 2017      |
| 23 | 40 Tips Around the Sun Tour              | 2018-2019 |
| 24 | Dogz of Oz Tour                          | 2021-2025 |